# نگار مرتضوی
نگار مرتضوی (زادهٔ ۱۹۸۱) روزنامه‌نگار ایرانی-آمریکایی، تحلیلگر سیاسی، ویراستار و مجری پادکست ایران است. او در واشینگتن دی.سی. ساکن است.

## اوایل زندگی
مرتضوی در تهران به دنیا آمد. او در سال ۲۰۰۲ به عنوان دانشجو به ایالات متحده مهاجرت کرد. وی مدرک کارشناسی خود را از دانشگاه ماساچوست و مدرک کارشناسی ارشد را از دانشگاه براندیس دریافت کرد. او از سال ۲۰۰۹ به دلیل فعالیت‌های روزنامه‌نگاری از طرف نظام جمهوری اسلامی مجرم شناخته شده و قادر به بازگشت به کشور خود نیست.

## حرفه
نگار مرتضوی روزنامه‌نگار، تحلیلگر، ویراستار و مجری پادکست ایران است. او همچنین از اعضای ارشد مرکز سیاست بین‌الملل (CIP) می‌باشد، این مرکز در واشینگتن دی.سی. مستقر است. او بیش از یک دهه است که مسائل ایران و خاورمیانه و همچنین سیاست خارجی ایالات متحده نسبت به خاورمیانه را پوشش داده است. مرتضوی تحلیل‌گر رسانه‌ای بوده و در شبکه‌های خبری مختلفی از جمله سی‌ان‌ان، ان‌بی‌سی، ان‌پی‌آر، بی‌بی‌سی، فرانس ۲۴، الجزیره و دیگر رسانه‌های بین‌المللی حضور یافته است. وی در خصوص مسائل ایران و سیاست خارجی ایالات متحده سخنرانی کند. نوشته‌ها و تحلیل‌های او در مجله فارن پالیسی، گاردین، ایندیپندنت و هافینگتون پست منتشر شده است.
مرتضوی به عنوان گزارشگر تلویزیونی و مجری در بخش فارسی و انگلیسی صدای آمریکا از سال ۲۰۱۰ تا ۲۰۱۴ کار کرده است. در صدای آمریکا او مجری یک برنامه گفتگو روزانه به نام روی خط (Straight Talk) بود و با چهره‌های شناخته‌شده‌ای مانند قهرمان بوکس محمد علی، گروگان سابق آمریکایی در ایران سارا شورد، معاون سابق وزیر خزانه‌داری ایالات متحده دیوید اس. کوهن، سخنگوی سابق ایالات متحده در امور فارسی آلن ایری و بسیاری دیگر مصاحبه کرد.
مرتضوی پیشتر برای مرکز بین‌المللی روزنامه‌نگاران، شورای ملی ایرانیان آمریکایی و مقر سازمان ملل در نیویورک کار کرده است.
در سال ۲۰۱۴، او یک کمپین منحصر به فرد کنگره‌ای راه‌اندازی کرد و از طریق جمع‌آوری کمک‌های مالی سفر خود به برزیل را برای پوشش حضور تیم ملی ایران در جام جهانی فیفا به‌صورت زنده در توییتر تأمین کرد.
حقوق بشر و سازمان‌های آزادی مطبوعات از جمله کمیته حمایت از روزنامه‌نگاران (CPJ) و مرکز زنان در روزنامه‌نگاری (CFWIJ) گزارش داده‌اند که مرتضوی و چندین روزنامه‌نگار و تحلیلگر شناخته‌شده زن در جوامع دور از وطن ایرانی هدف آزار و اذیت آنلاین هدفمند، کمپین‌های افترا و تهدیدات فیزیکی و آزار خانواده‌هایشان بوده‌اند. این آزار و اذیت‌ها هم از سوی حکومت جمهوری اسلامی و هم از سوی برخی گروه‌های مخالف حکومت جمهوری اسلامی در خارج از کشور صورت گرفته است.

## انتقادات
برخی از کنشگران سیاسی و رسانه‌ای ایرانی در خارج از کشور، نگار مرتضوی را به همکاری یا همسویی با نهادها و شخصیت‌هایی متهم کرده‌اند که به گفتهٔ آنان در راستای اهداف تبلیغاتی حکومت جمهوری اسلامی فعالیت می‌کنند. یکی از انتقادهای اصلی، ارتباط کاری پیشین او با شورای ملی ایرانیان آمریکایی (نایاک) است که از سوی برخی به‌عنوان نهادی در راستای لابی‌گری به نفع جمهوری اسلامی تلقی می‌شود. همچنین، برخی منتقدان مرتضوی را به دفاع ضمنی از سیاست‌های جواد ظریف، وزیر پیشین امور خارجهٔ ایران و تلاش برای عادی‌سازی چهرهٔ جمهوری اسلامی در رسانه‌های غربی متهم کرده‌اند. به باور این افراد، تحلیل‌ها و حضورهای رسانه‌ای او اغلب در راستای روایت‌های رسمی حکومت جمهوری اسلامی ارزیابی می‌شود. در فضای رسانه‌های اجتماعی نیز، برخی از کاربران و فعالان اپوزیسیون او را به بی‌تفاوتی نسبت به نقض حقوق بشر در ایران و کم‌توجهی به سرکوب مخالفان سیاسی متهم کرده‌اند. این انتقادها گاه با واکنش‌های تند و کارزارهای اینترنتی علیه او همراه بوده است.

## دستاوردها
در سال ۲۰۲۱، مرتضوی در فهرست ۳۰ زن الهام‌بخش فوربز قرار گرفت.
در سال ۲۰۲۱، مرتضوی به عنوان یک رهبر امنیت ملی و امور خارجی توسط مرکز مطالعات استراتژیک و بین‌المللی (CSIC) در واشینگتن دی‌سی معرفی شد.
مرتضوی در فهرست ۴۰ رهبر زیر ۴۰ سال که آینده روابط ایالات متحده و خاورمیانه را شکل می‌دهند، از سوی شورای سیاست‌گذاری خاورمیانه در واشینگتن دی‌سی قرار گرفت.
در سال ۲۰۲۰، مرتضوی به عنوان یک رهبر از نسل جدید در سیاست خارجی و امنیت ملی منطقه منا-آمریکا توسط بنیاد نیو آمریکا در نیویورک انتخاب شد.
در سال ۲۰۱۷، مرتضوی به عنوان یک رهبر جوان اروپایی از سوی اندیشکده دوستان اروپا که یک اندیشکده پیشرو و ترقی‌خواه مستقر در بروکسل است، معرفی شد.
در سال ۲۰۱۴، روزنامه گاردین او را به عنوان یکی از ده فرد برتر برای دنبال کردن در توییتر برای کسب اخبار و تحلیل‌های مربوط به ایران معرفی کرد.